# Xi Ujimqin Qi
Xi Ujimqin Qi (zachodnia chorągiew Ujimqin; chiń. 西珠穆沁旗; pinyin: Xī Wūzhūmùqìn Qí) – chorągiew w północnych Chinach, w regionie autonomicznym Mongolia Wewnętrzna, w związku Xilin Gol. W 1999 roku liczyła 73 309 mieszkańców.